# فانوس‌ماهی جنوبگان
فانوس‌ماهی جنوبگان (نام علمی: Electrona antarctica) نام یک گونه از تیره فانوس‌ماهی است.